# Eulophias owashii
Eulophias owashii is een straalvinnige vissensoort uit de familie van stekelruggen (Stichaeidae). De wetenschappelijke naam van de soort is voor het eerst geldig gepubliceerd in 1954 door Okada & Suzuki.